# Nicola Partenio Giannettasio
Nicola Partenio Giannettasio, né à Naples le 5 mars 1648 et mort à Massa Lubrense le 10 septembre 1715, est un prêtre jésuite, poète néolatin italien.

## Biographie
Nicola Partenio Giannettasio nait à Naples en 1648. Il entre jeune chez les jésuites, parcourt les divers degrés de l’enseignement des belles-lettres, selon l’usage de cet Institut, est ensuite professeur de philosophie en Calabre, et enfin de mathématiques dans le grand collège de Naples. Au milieu des travaux que cette dernière chaire surtout exige de lui, et malgré la faiblesse d’une santé toujours chancelante, il ne cesse point de cultiver la poésie latine, pour laquelle il a montré de bonne heure des dispositions et du goût. Il compose d’abord des églogues de pêcheurs, dans le genre dont Jacopo Sannazaro avait donné l’exemple et laissé d’excellents modèles. Le succès de cet essai l’engagea dans une entreprise plus difficile ; il écrivit un poème didactique et descriptif, en huit livres, sur la navigation, et s’y livra avec tant d’ardeur et de suite, qu’il l’eut achevé en six mois. Il le publia en 1685, avec ses églogues, sous ce double titre : Nicolai Parthenii Giannettasii Neapolitani soc. Jesu Piscatoria et Nautica, Naples, de l’imprimerie royale, in-12, jolie édition, ornée de gravures d’après les dessins du fameux peintre Francesco Solimena, qui était son ami, et qu’il a célébré dans une de ses églogues. L’auteur fit paraître successivement un poème sur la pêche, en dix livres, Halieuticorum libri X, 1689, in-8° ; un sur la guerre de mer, en cinq livres, Naumachicorum libri V ; un, en dix livres, sur la guerre de terre, Bellicorum libri X, 1697 ; une Année savante, divisée en quatre poèmes, Æstates Surrentinæ, 1697 ; Autumnus Surrentinus, 1698 ; Hyemes Puteolani, et Ver Herculanum, 1704 ; enfin une Cosmographie et une Géographie ; le tout formait douze volumes, réimprimés chacun plusieurs fois, et qui furent réunis en 1715, Naples, 5 vol. in-4°. La poésie du P. Giannettasio a de la noblesse, du nombre, de la facilité, de l’abondance, et même de la surabondance, et cependant de la justesse et de la raison. On y trouve souvent des détails nouveaux et difficiles, rendus avec des couleurs toujours poétiques et une grande clarté, tels que la description et l’usage de la boussole, l’origine des vents, leurs caractères, et jusqu’à leurs noms exprimés très-poétiquement. Il a fait trop de vers ; mais on y voit partout le poète instruit, et surtout le poète patriote ; attaché en quelque sorte au sol et au rivage natal, il ramène tout à la louange et à la gloire de Naples, sa patrie ; et ce sentiment met de l’intérêt dans des poèmes qui sans cela ne seraient pas toujours exempts de faiblesse et de langueur. On a encore de lui : 1° Panegyricus et carmen sæculare Innocentio XII, Naples, 1699, in-8° ; 2° Panegyricus in funere Innocentii XII, P. M. dictus, Ibid., 1700, in-8° ; 3° Xaverius viator, Ibid., 1721, in-4° ; fruit de la jeunesse de l’auteur, qui l’avait même abandonné après le commencement du dixième livre, ne le destinant pas à voir le jour. Le P Ant. Fiani, jésuite, en fut l’éditeur, et y joignit une vie du P. Giannettasio ; on la retrouve au commencement de l’édition que le P. Fiani donna, en 1722, de l’Annus eruditus, Ibid., 2 vol. in-4° ; 4° une Histoire de Naples, écrite en latin et en fort bon style, comme tous ses autres ouvrages, Naples, 1713, 3 vol. in-4°. Mais ce n’est qu’une espèce de traduction de l’histoire de Summonte, ouvrage qui, même avant que Angelo di Costanzo et Pietro Giannone eussent écrit, n’a jamais joui de beaucoup d’estime. Giannettasio a de plus donné une édition des églogues du P. René Rapin et de son Poème des jardins, des poésies latines de Jacopo Sannazaro, et de celles de Girolamo Fracastoro. Ce savant religieux mourut à Massa Lubrense, dans le collège de sa société, le 10 septembre 1715. Le produit de ses ouvrages, qui avaient eu le plus grand débit dans toute l’Europe, lui servit en partie à faire construire une magnifique église dédiée à la Vierge Marie, à laquelle il avait une dévotion particulière. On lit encore sur le frontispice cette inscription : Matri Partheniæ vates Parthenius. Il est vraisemblable qu’il n’avait pris ce surnom de Parthenius qu’après son entrée chez les jésuites, et comme pour faire de cette dévotion même une espèce de profession publique.